# 기타후나오카역
기타후나오카역(일본어: 北舟岡駅)은 일본 홋카이도 다테시에 위치한 홋카이도 여객철도 무로란 본선의 철도역이다. 역 번호는 H37이며, 상대식 승강장 2면 2선의 구조를 갖춘 지상역이다.

## 이용 현황
| 승차 인원 추이 | 승차 인원 추이 |
| 연도           | 1일 평균       |
| -------------- | -------------- |
| 1992           | 105            |
| 2005           | 167            |
| 2006           | 182            |
| 2007           | 225            |
| 2008           | 236            |
| 2009           | 254            |
| 2010           | 259            |
| 2011           | 248            |

## 역 주변
- 후나오카 우체국

## 역사
- 1944년 10월 1일 : 일본국유철도 무로란 본선의 다테후나오카 신호장으로서 개설.
- 1948년 7월 1일 : 폐지.
- 1963년 9월 30일 : 기타후나오카 신호장으로서 재개설.
- 1980년 : 기타후나오카 가승강장으로서 여객 취급 개시.
- 1987년 4월 1일 : 일본국유철도 분할 민영화에 의해, 홋카이도 여객철도가 승계.
- 1990년 3월 10일 : 영업 거리 설정.
- 시기 불명 : 무인화.
- 시기 불명 : 교환 설비 재설치.

## 인접 역
| 홋카이도 여객철도 무로란 본선 | 홋카이도 여객철도 무로란 본선 | 홋카이도 여객철도 무로란 본선        |
| ----------------------------- | ----------------------------- | ------------------------------------ |
| H 38 다테몬베쓰 오샤만베 방면 | ■ 무로란 본선                 | 마렛푸 H 36 무로란 · 도마코마이 방면 |